# 신구 (교수)
신구(1957년 ~ )대한민국의 학자, 대학 교수이다. 1989년 세종대 화학과 교수를 시작으로 화학과장, 연구진흥처장, 산학협력단장, 대학발전위원장, 교무처장, 부총장을 역임했다. 2012년에 제11대 세종대학교 총장으로 부임하였으며, 2017년 1월에 세종사이버대 총장으로 부임하였다.

## 경력(교내)
- 2017.01 - 현재 : 세종사이버대학교 총장
- 2012.07 - 현재 : 세종대학교 총장
- 2011. 06 - 2012. 07 : 부총장
- 2011. 03 - 2011. 06 : 교무처장
- 2009. 07 - 2009. 10 : 대학발전위원장
- 2004. 05 - 2005. 03 : 산학협력단장
- 2001. 02 - 2005. 03 : 연구진흥처장
- 1998. 03 - 2001. 02 : 대학원 교학부장
- 1997. 03 - 1998. 02 : 과학기술연구소장
- 1996. 03 - 1997. 02 : 정밀화학연구소장
- 1995. 03 - 1996. 02 : 화학과장
- 1991. 02 - 1995. 02 : 방송국주간
- 1989. 03. : 세종대 조교수 임용

## 경력(교외)
- 2017. 03 - 현재 : 한국대학사회봉사협의회 회장
- 2017. 03 - 현재 : 한국사립대학총장협의회 부회장
- 2016. 11 - 현재 : 서울총장포럼 회장
- 2016. 04 - 2018. 04 : 한국대학교육협의회 이사
- 2014. 08 - 2016. 02 : 대통령직속 통일준비위원회 교육자문위원
- 2005. 08 - 2006. 07 : 미국 UCLA Visiting Professor
- 2000. 01 - 2000. 12 : 대한광역학회 홍보이사
- 1996. 01 - 1996. 12 : 대한화학회 상임편집위원

## 학력
- 1988 : 아이오와주립대학교 대학원 화학과 박사
- 1981 : 연세대학교 화학과 학사